# Stanisława Piasecka
Stanisława Piasecka, właśc. Stanisława Piasecka-Skinder (ur. 13 stycznia 1918 w Odessie, zm. 31 października 1976 w Łodzi) – polska śpiewaczka i aktorka.

## Życiorys
W 1922 wraz z rodziną przeniosła się do Wilna, gdzie ukończyła gimnazjum panien benedyktynek (1935) i została statystką i chórzystką Towarzystwa Lutnia, następnie zaś grała w teatrze rewiowym przy ul. Ostrobramskiej. Jednocześnie uczyła się śpiewu u A. Wilińskiego i M. Sobolewskiej i gry scenicznej w studio dramatycznym Mieczysława Szpakiewicza. W 1937 została członkinią ZASPu i powróciła do Teatru Lutnia jako aktorka i śpiewaczka, wodewilistka i primadonna.
Podczas II wojny światowej pracowała w handlu oraz jako woźna w fabryce. Po opuszczeniu Wilna przez armię niemiecką uczestniczyła w koncertach organizowanych m.in. w szpitalach oraz występowała w teatrze rewiowym Ali-Baba. W maju 1945 przeniosła się z zespołem Teatru Lutnia do Torunia, gdzie również koncertowała w szpitalach, a następnie zamieszkała w Łodzi, gdzie do 1947 występowała w Teatrze Komedii Muzycznej Lutnia. W latach 1947–1950 występowała w łódzkich teatrach Bagatela i Osa. W 1951 podjęła współpracę z dawną „Lutnią”, funkcjonującą jako Połączone Teatry Muzyczne (póżn. Teatr Muzyczny w Łodzi). W 1974 przeszła na emeryturę.
Grała m.in. Wiktorię („Wiktoria i jej huzar”), Lizę („Hrabina Marica”), Katarzynę i Margot („Król włóczęgów”), Julię („Hrabia Luksemburg”), Mi („Kraina uśmiechu”), Hrabinę Anastazję („Księżniczka czardasza”), Pepitę („Swobodny wiatr”), Klarę („Słomkowy kapelusz”), Sylwianę („Wesoła wdówka”), Idę („Zemsta nietoperza”) i Tangolitę („Bal w Savoyu”).
Została pochowana na cmentarzu na Mani w Łodzi.

## Odznaczenia
- Krzyż Kawalerski Orderu Odrodzenia Polski[4]

## Filmografia
- „Zakazane piosenki” (1946)
- „Komedia z pomyłek” (1967)[2]